# Кліщовий параліч
Кліщовий параліч (англ. tick paralysis) — хвороба, яку спричинює нейротоксин кліщів, який виробляється в їхніх слинних залозах. Після тривалого прикріплення кліщ, який п'є кров, передає токсин своєму хазяїну. Частота виникнення кліщового паралічу невідома. Може розвинутися сильний респіраторний дистрес-синдром, подібний тому, який виникає при анафілаксії.

## Етіологія
Два кліщи, які найчастіше асоціюються з цією хворобою, це лісовий кліщ Скелястих гір (Dermacentor andersoni) і американський собачий кліщ (Dermacentor variabilis), проте ще 43 види кліщів були причетні до кдіщового паралічу людей у всьому світі.

## Патогенез
Вважається, що кліщовий параліч виникає через токсини, які містяться в слині кліща і потрапляють у кров людини під час годування цього ектопаразита. Незважаючи на те, що було зроблено кілька спроб виділити та ідентифікувати нейротоксин, точна структура його досі не була опублікована. Білкова фракція 40-80 кДа містить токсин. Принаймні для виду кліщів Ixodes holocyclus токсини з тих пір були ідентифіковані та називаються голоциклотоксинами за назвою виду. Ймовірно спричинює зупинку пресинаптичногго інгібування вивільнення нейромедіатора через кальцієзалежний механізм, що призводить до зменшення квантового вмісту та втрати ефективної нервово-м'язової синаптичної передачі.
Кліщовий параліч виникає, коли вагітна (заповнена яйцями) самка кліща виробляє нейротоксин у своїх слинних залозах і передає його людині під час годування. Експерименти показали, що найбільша кількість токсину виробляється між п'ятим і сьомим днем прикріплення (часто ініціює або посилює тяжкість симптомів), хоча час може змінюватися залежно від виду кліща.
На відміну від хвороби Лайма, ерліхіозу та бабезіозу, які спричинені системною проліферацією та поширенням паразитів у їхніх хазяїнах через тривалий час після того, як кліщ зник, кліщовий параліч хімічно індукується кліщем і тому зазвичай триває лише за його присутності. Після видалення кліща прояви зазвичай швидко зменшуються. Однак у деяких випадках може розвинутися глибокий параліч і навіть стати смертельним до того, як хтось помітить наявність кліща, який укусив.

## Клінічні прояви
Кліщовий параліч виникає в результаті потрапляння токсину із слинних залоз кліща під час смоктання крові. Токсин зумовлює симптоми протягом 2–7 днів, починаючи зі слабкості в обох ногах, яка прогресує до висхідного паралічу, який поширюється на тулуб, руки та голову протягом декількох годин і може призвести до дихальної недостатності та смерті. Хвороба може перебігати як гостра атаксія без м'язової слабкості. Можливе локальне оніміння, глибокі сухожилкові рефлекси зазвичай знижені або відсутні, можуть виникати офтальмоплегія та бульбарний параліч.
Електроміографічні дослідження зазвичай показують перемінне зменшення амплітуди складних потенціалів дії м'язів, але не мають відхилень у стимуляції нервів. Вони, мабуть, є наслідком недостатності вивільнення ацетилхоліну на рівні закінчення рухового нерва. Можуть спостерігатися незначні порушення швидкості провідності рухових нервів і сенсорних потенціалів дії.

## Діагностика
Діагноз ґрунтується на симптомах і факту виявленні кліща, який укорінився в шкіру. За відсутності кліща у диференційній діагностиці слід виключити синдром Гієна — Барре.
Ранніми ознаками отруєння кліщами можуть бути зміна «голосу» тварин, слабкість у задніх лапах, блювання.

## Лікування
Видалення кліща зазвичай призводить до зникнення проявів протягом кількох годин або днів. Якщо кліща не видалити, токсин може призвести до смерті пацієнта, в основному через параліч дихання. Кліща найкраще видаляти, захопивши його якомога ближче до шкіри та міцно, неухильно потягнувши. Оскільки токсин міститься в слинних залозах кліща, необхідно бути обережним, щоб видалити цілого кліща (включно з головою), інакше прояви можуть зберегтися.

## Профілактика
Не існує людської вакцини від будь-якої хвороби, що передається кліщем, за винятком кліщового енцефаліту. Зрештою люди повинні вживати запобіжних заходів, заходячи в місця, де багато кліщів, особливо у весняні та літні місяці. Профілактичні заходи включають уникання стежок, порослих чагарником, носіння світлого одягу, на якому кліщів легше побачити, носіння довгих штанів і закритого взуття. Репеленти від кліщів, які містять DEET (N, N, діетил-м-толуамід), лише незначно ефективні, їх можна наносити на шкіру або одяг. Перметрин, який можна наносити тільки на одяг, набагато ефективніше запобігає укусам кліщів. Він не є репелентом, а радше інсектицидом; це змушує кліщів згортатися та падати із захищеного ним одягу.

## У кіноіндустрії
- У телевізійному шоу «Харт із Діксі», сезон 1, епізод 2, у пацієнта, який полював на оленів, діагностовано кліщовий параліч.
- У телевізійному шоу «Невідкладна допомога!», сезон 5, епізод 4, «Обладнання» доктор Джо Ерлі діагностує кліщовий параліч у хлопця, який впав з дерева, після того як поліомієліт відхилений як причина паралічу.
- У телешоу Доктор Хаус, сезон 2, епізод 16, «Безпека», доктор діагностує у хворої (роль якої виконує Мішель Трахтенберг) кліщовий параліч.
- У телешоу Remedy[en], сезон 1, серія 7, «Завтра зелена трава», у Ребекки діагностували кліщовий параліч.
- У телешоу «Дорогий доктор», сезон 1, серія 3, «Стратегічне планування» сину-підлітку американського сенатора діагностують кліщовий параліч і він перемагає його.
- У драматичному серіалі «Медики Чикаго», сезон 3, серія 5, «Гори і кротові нори[en]» у молодої дівчини, яка повертається з Австралії з наростаючим паралічем, діагностовано кліщовий параліч.